# Иванов, Владимир Николаевич (государственный деятель)
Влади́мир Никола́евич Ивано́в (1910, пос. Артельный, Верхотурский уезд, Пермская губерния, Российская империя — 1982, Москва) — советский партийный и государственный деятель, председатель Амурского облисполкома (1960—1965).

## Биография
Родился в посёлке Артельный Верхотурского уезда Пермской губернии в рабочей семье.
В 1926 году окончил школу фабрично-заводского ученичества, затем — горный техникум. После учёбы он работал в Гороблагодатском рудоуправлении Свердловской области горным мастером, помощником начальника и начальником рудника, заведующим горными работами.
В 1937 году окончил Свердловский горный институт. Член ВКП(б) с 1945 года. Кандидат технических наук (1955). Являлся заведующим рудником «Верхнекамские фосфориты» в Кировской области. Участник Великой Отечественной войны. После демобилизации из армии он назначается главным инженером угольного разреза, затем заместителем главного инженера и главным инженером треста в Свердловской области.
- 1952—1958 гг. — начальник комбината «Хабаровскуголь» — «Дальвостуголь»,
- 1958—1960 гг. — второй секретарь Амурского областного комитета КПСС,
- 1960—1965 гг. — председатель исполнительного комитета Амурского областного Совета.

Избирался депутатом Верховного Совета РСФСР, являлся членом бюро областного комитета КПСС, депутатом областного Совета депутатов трудящихся, был делегатом XXII съезда КПСС.

## Награды и звания
Награждён тремя орденами Трудового Красного Знамени, двумя медалями «За трудовую доблесть», медалями «За отвагу», «За победу над Германией», «За доблестный труд в Великой Отечественной войне 1941—1945 гг.», «За освоение целинных земель».